# 勝子
勝子（かつこ、生没年不詳）は、戦国時代の、織田信行の侍女。
織田信行の寵臣である津田八弥と婚約していたが、佐久間七郎左衛門が津田を暗殺して斎藤道三のもとに奔ると復讐を志し、名を偽って道三の孫の斎藤龍興の夫人の侍女となって機を窺った。
城中で騎射が催されたとき、射手の中に七郎左衛門がいることを知り、匕首を振るってこれを刺し殺した。
城中に禁錮されたが、龍興の夫人に救われて城中を逃れ、縁によって徳川家康の臣である大須賀康高のもとに身を寄せた。
家康はこれを聞いて勝子を城中に置いた。
七郎左衛門の兄が織田信長に懇願して勝子を得ようとしたが家康は応じず、自身のために信長と家康との間に争いが生じようとしたのを憂いた勝子は自刃した。
家康はその義烈を賞して手厚く葬ったという。